# Carl Anton Joseph Rottmann
Carl Anton Joseph Rottmann (Heidelberg, 11 gennaio 1797 – Monaco di Baviera, 7 luglio 1850) è stato un pittore tedesco specializzato in paesaggistica.
Rottmann apparteneva al circolo di artisti che orbitava intorno al re di Baviera Ludovico I a fu da questi incaricato in esclusiva di dipingere paesaggi in grande formato. È noto per la sua pittura di soggetti mitico-eroici. Il suo ciclo di paesaggi greci è considerato il suo capolavoro.
Tra i suoi allievi paesaggisti vi furono Karl Lindemann-Frommel, Karl Ludwig Seeger e August Löffler.

## Biografia
Carl Anton Joseph Rottmann nacque nell'attuale quartiere di Heidelberg, Handschuhsheim l'11 gennaio 1797. Qui apprese i primi rudimenti di disegno dal padre Friedrich, che insegnava Disegno presso l'Università Ruperto Carola di Heidelberg e dipingeva colà, nei suoi primi periodi artistici, visioni atmosferiche.
Nel 1821 si trasferì a Monaco di Baviera, ove iniziò i suoi due periodi. Nel 1824 sposò Federica Sckell, la figlia dello zio Friedrich Ludwig von Sckell, che lavorava là come Intendente di corte ai giardini.

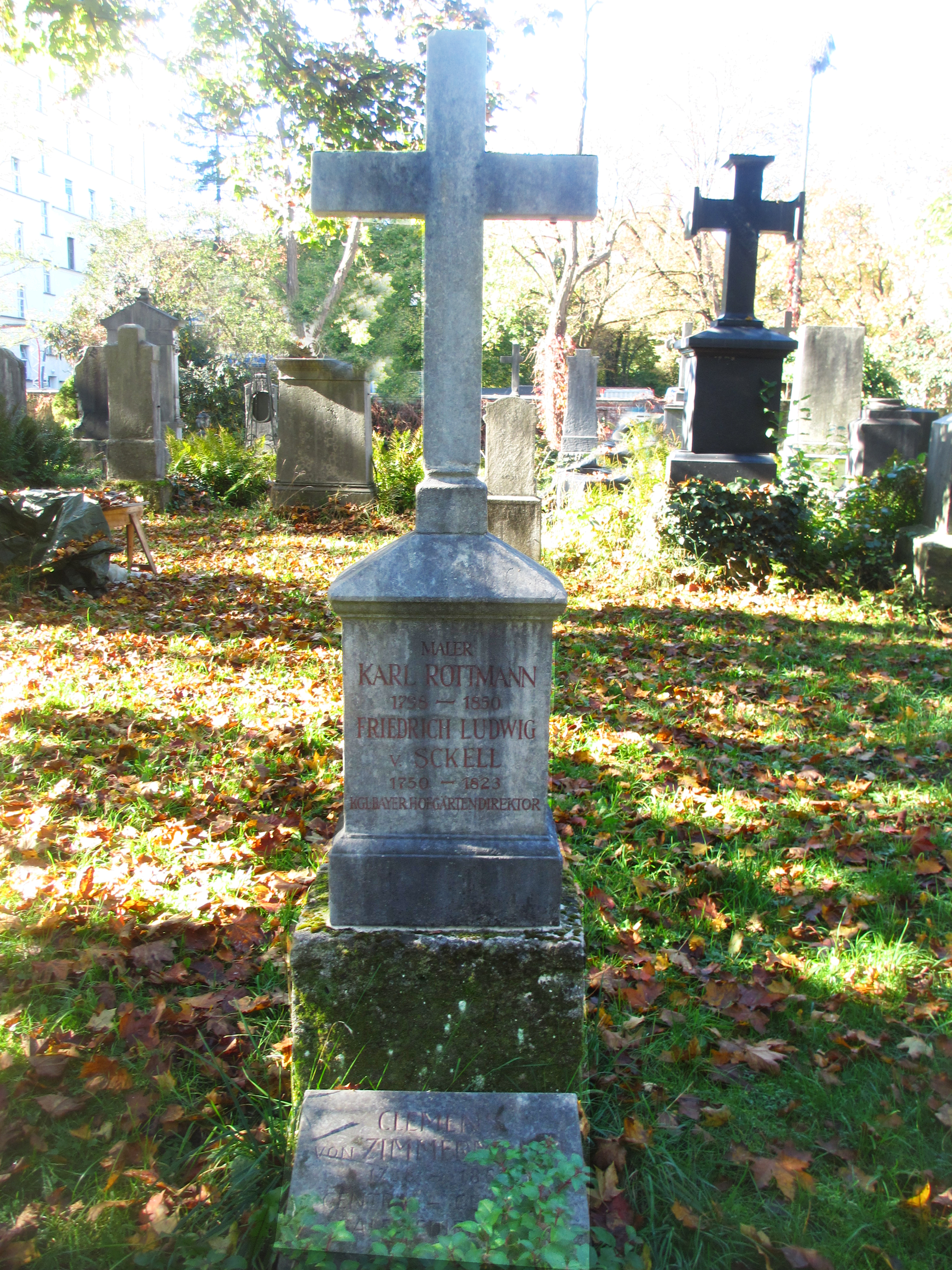
Tomba di Carl Rottmann nell'Antico Cimitero Sud di Monaco

Sckell gli favorì la conoscenza del re Ludovico I, che gli rese possibile tra il 1826 e il 1827 un viaggio in Italia, per ampliare il proprio repertorio di soggetti, che fino ad allora si limitavano a paesaggi della propria terra.
Rientrato in patria, egli ebbe dal re il compito di dipingere un ciclo di paesaggi monumentali italiani nelle arcate del giardino di corte di Monaco. Il ciclo di 28 dipinti murali con la tecnica dell'affresco terminato nel 1833 diede al legame di Ludovico I con l'Italia un'espressione visibile ed elevò la pittura paesaggistica come genere al livello della pittura a soggetto storico, cui si concentrarono i rimanenti grandi incarichi di Ludovico I nel campo della pittura monumentale. Il re stesso scrisse per ognuno un suo personale distico.
Nel 1834 Rottmann ebbe dal re l'incarico di realizzare un secondo ciclo, ora dedicato ai paesaggi della Grecia, ciclo che viene attribuito al suo terzo periodo. Originalmente previsto anch'esso per le arcate del giardino di corte, si compose di 23 grandi dipinti di paesaggi, posti infine in mostra nella Nuova Pinacoteca, da poco costruita, di Monaco, ove venne loro dedicata una propria sala. Nel 1841 Rottmann fu nominato dal re pittore di corte.
Rottmann morì all'età di 53 anni, il 7 luglio 1850 a Monaco. La sua tomba si trova nell'Antico Cimitero Sud di Monaco (Campo 6 – serie 7 – posto 33/34)
Il suo fratello minore Leopold Rottmann fu suo allievo.

## Opere
- Wertheim am Main (Hamburg, Kunsthalle), 1822, olio su tela, 32 x 48 cm
- Inntal bei Neubeuern (Nürnberg, Germanisches Nationalmuseum), 1823, olio su tela, 32 x 46 cm
- Die Zugspitze, 1825
- 28 paesaggi italiani (Monaco, Arcate dell'Hofgarten; oggi: Residenza di Monaco di Baviera), 1830-33, tecnica dell'affresco.
- Olympia (Vienna, Österreichische Galerie), 1836, olio su cartone
- 23 Paesaggi della Grecia (Monaco, Neue Pinakothek), 1838-50, la prima tecnica antica di pittura dell'encausto, dal 1841 in una propria mescolanza di olio, resina damar e cera d'api.
- L'isola di Delos (Karlsruhe, Kunsthalle), 1847, olio su cartone, 35,5 x 45,5 cm
- Campo di battaglia di Maratona, (Antica Galleria Nazionale di Berlino), 1849, olio su tela, 91 x 90,5 cm
- Dipinti di paesaggi con soggetti soprattutto dalla zona di Berchtesgaden come della valle dell'Inn presso Brannenburg. Sono poi noti i dipinti dal monte Watzmann, monte dell'Hoher Göll e dal lago Hintersee presso Ramsau.

### Immagini di opere

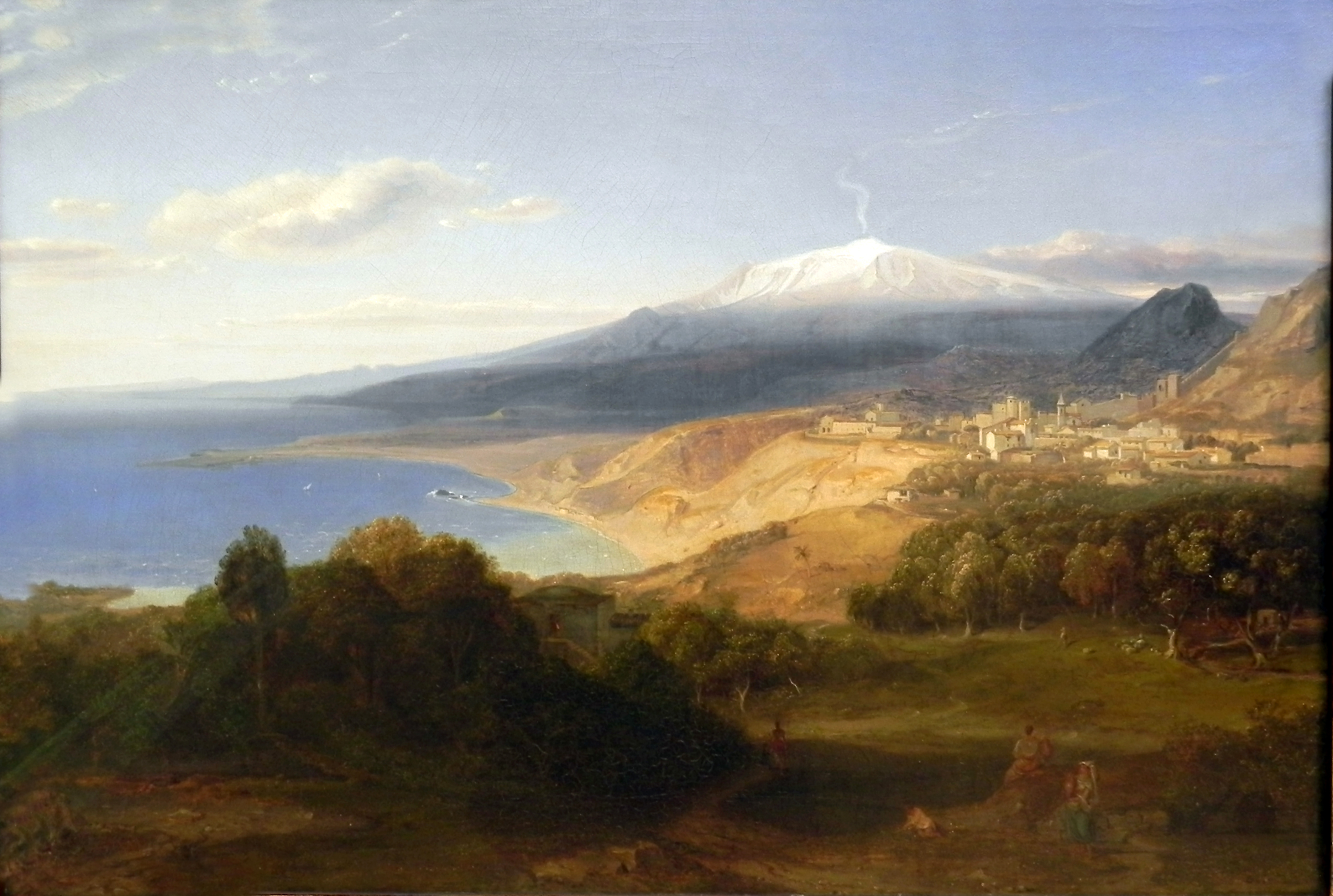
Taormina, 1829-30 Neue Pinakothek, Monaco di Baviera
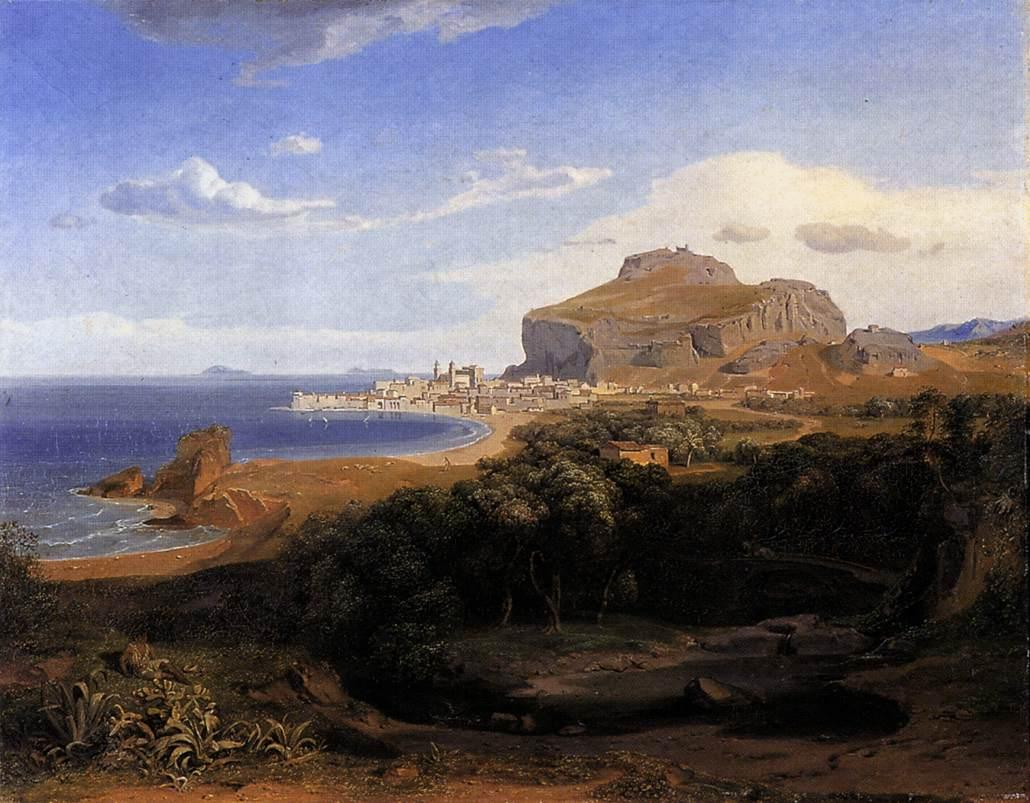
Cefalù, 1830
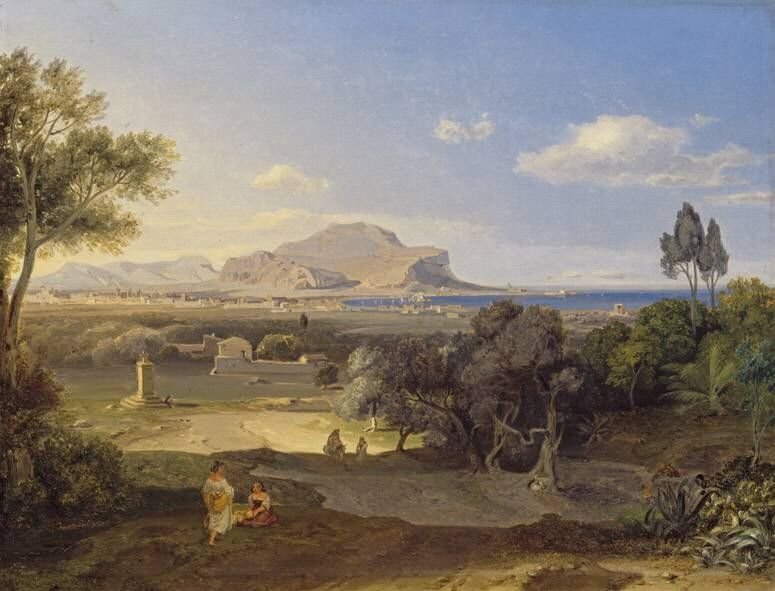
Palermo e Monte Pellegrino
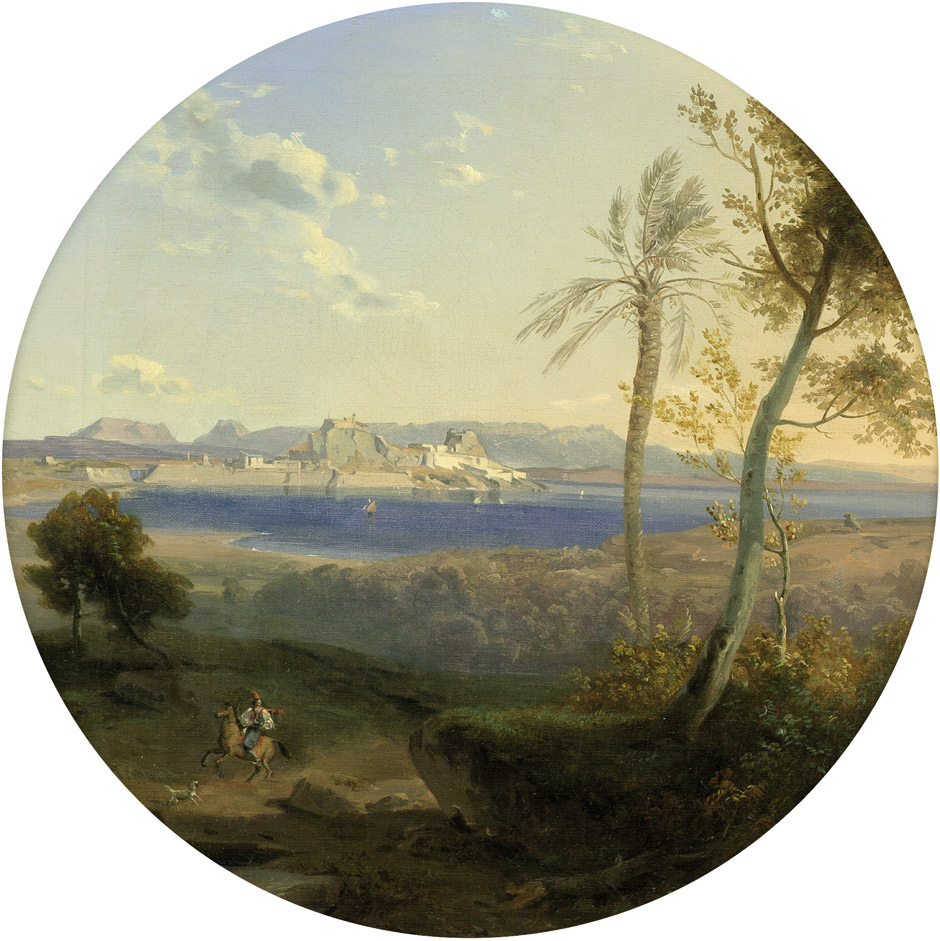
Corfù, 1837
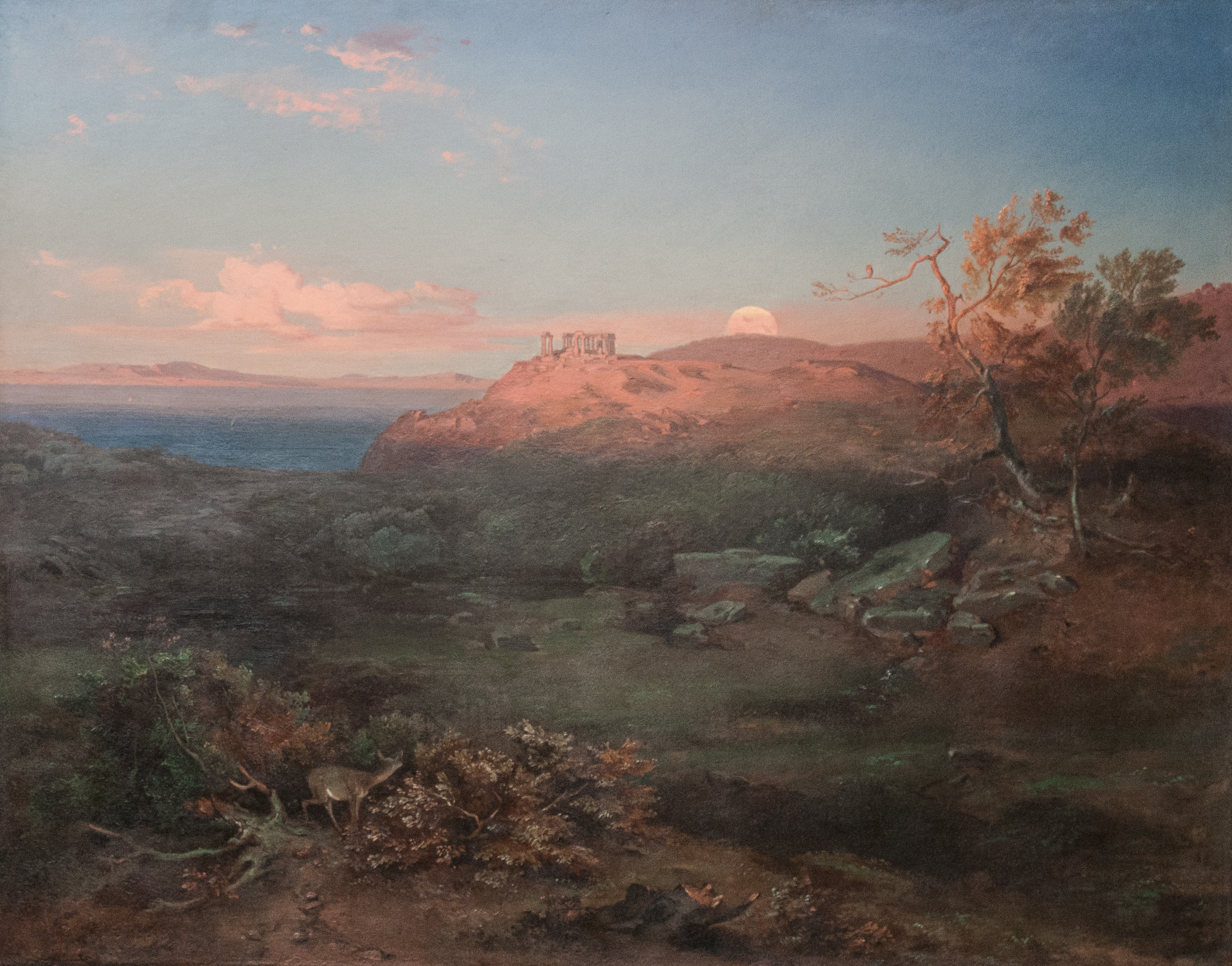
Isola di Egina, 1841
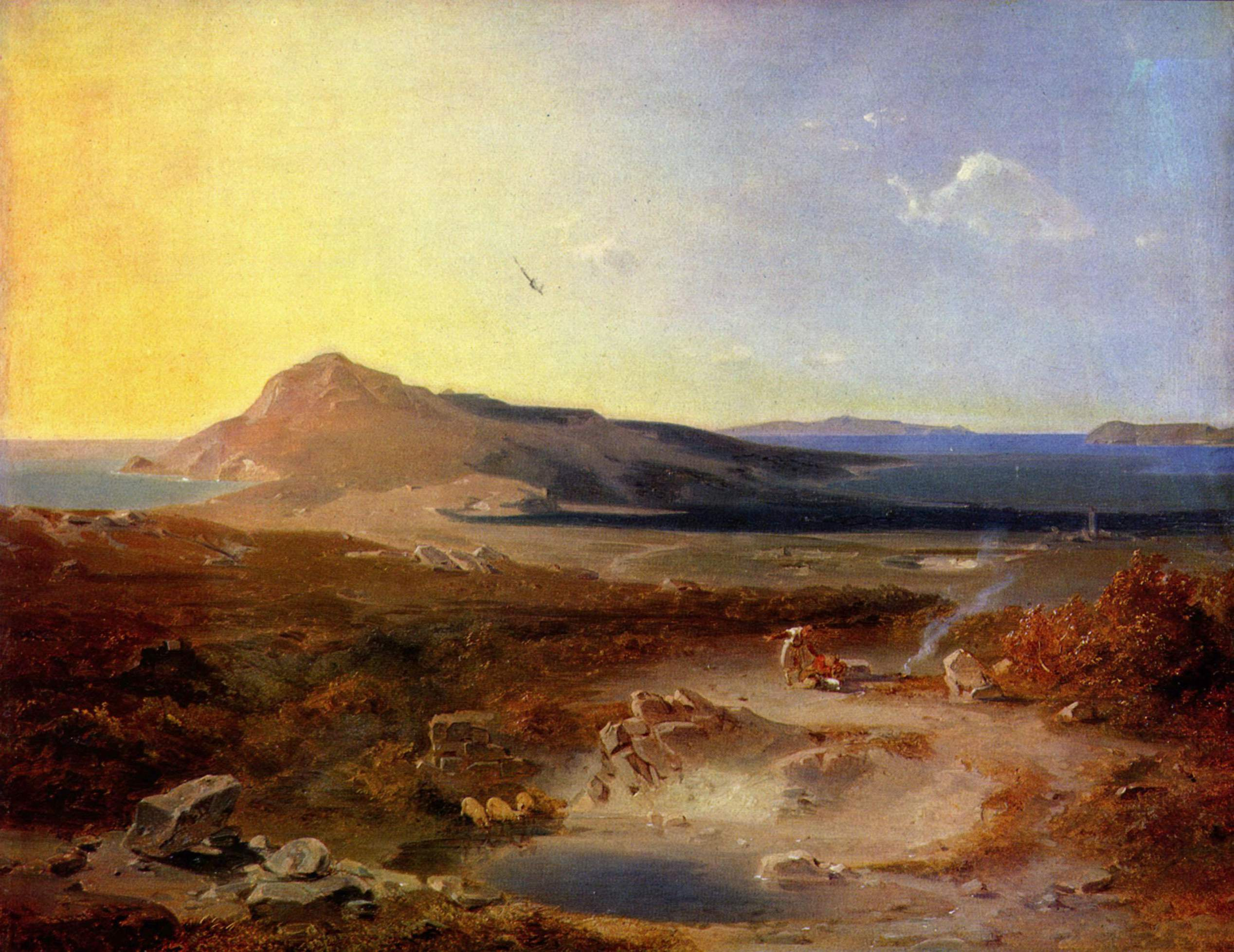
Isola di Delos, 1847
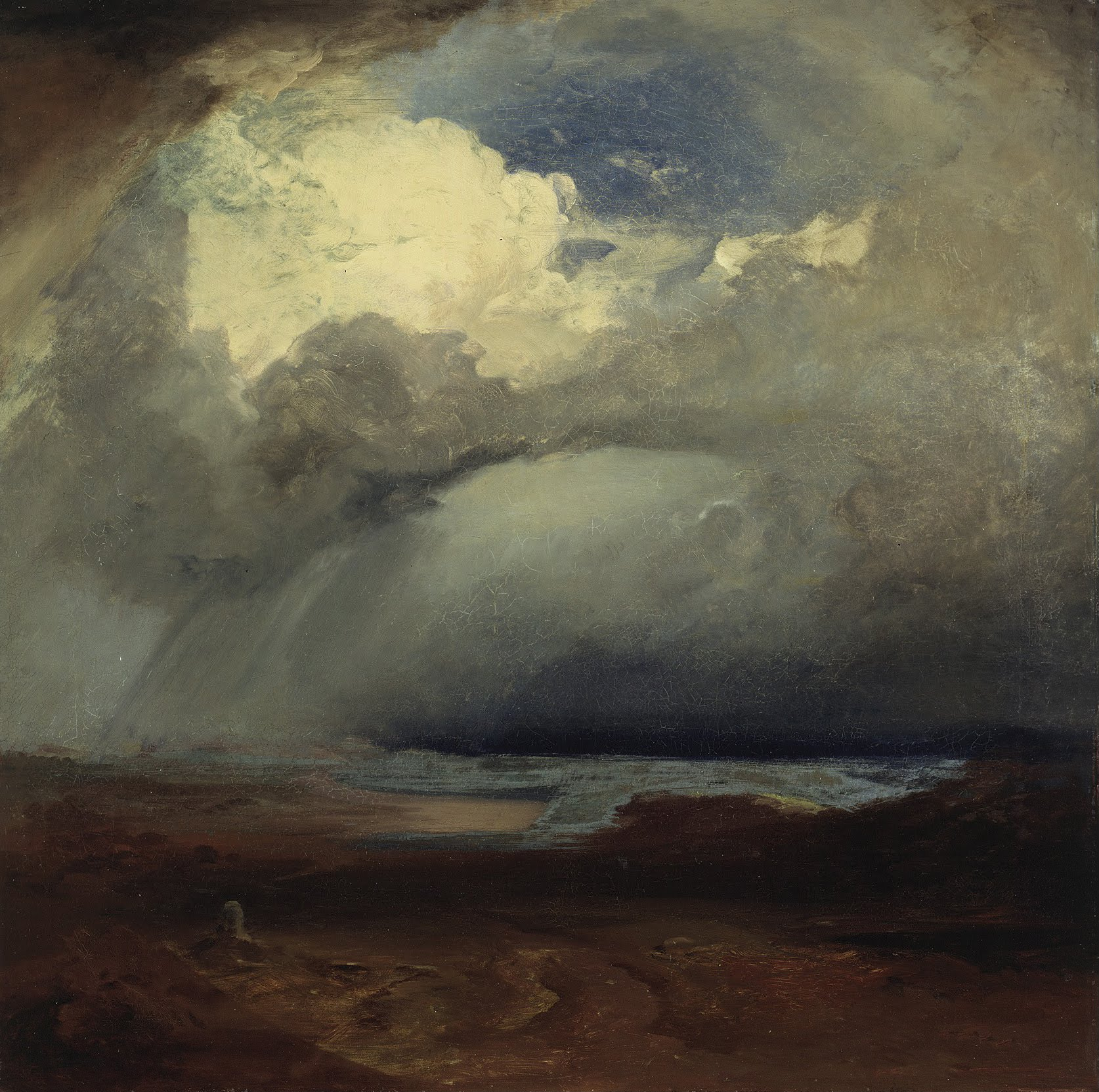
Il campo di battaglia di Maratona, 1849